# Lista de espécies do género Eucalyptus
A seguir está uma lista alfabética de espécies de Eucalyptus aceitas pelo Australian Plant Census em fevereiro de 2019. Várias espécies que ocorrem apenas fora da Austrália, incluindo Eucalyptus orophila, Eucalyptus urophylla e Eucalyptus wetarensis estão listadas na Lista de World Checklist of Selected Plant Families.

## A
- Eucalyptus abdita Brooker & Hopper
- Eucalyptus absita Grayling & Brooker
- Eucalyptus acaciiformis H.Deane & Maiden
- Eucalyptus accedens W.Fitzg.
- Eucalyptus acies Brooker
- Eucalyptus acmenoides Schauer in W.G.Walpers
- Eucalyptus acroleuca L.A.S.Johnson & K.D.Hill
- Eucalyptus adesmophloia (Brooker & Hopper) D.Nicolle & M.E.French
- Eucalyptus aequioperta Brooker & Hopper
- Eucalyptus agglomerata Maiden
- Eucalyptus aggregata H.Deane & Maiden
- Eucalyptus alaticaulis R.J.Watson & Ladiges
- Eucalyptus alatissima (Brooker & Hopper) D. Nicolle
- Eucalyptus alba ex Blume
  - Eucalyptus alba var. australasica Blakely & Jacobs
- Eucalyptus albens Benth.
- Eucalyptus albida Maiden & Blakely
- Eucalyptus albopurpurea (Boomsma) D.Nicolle
- Eucalyptus alipes (L.A.S.Johnson & K.D.Hill) D.Nicolle & Brooker
- Eucalyptus alligatrix L.A.S.Johnson & K.D.Hill
  - Eucalyptus alligatrix subsp. alligatrix
  - Eucalyptus alligatrix subsp. limaensis Brooker, Slee & J.D.Briggs
  - Eucalyptus alligatrix subsp. miscella Brooker, Slee & J.D.Briggs,
- Eucalyptus × alpina Lindl.
- Eucalyptus ammophila Brooker & Slee
- Eucalyptus amplifolia Naudin
  - Eucalyptus amplifolia subsp. amplifolia
  - Eucalyptus amplifolia subsp. sessiliflora  (Blakely) L.A.S.Johnson & K.D.Hill
- Eucalyptus amygdalina Labill.
- Eucalyptus ancophila L.A.S.Johnson & K.D.Hill
- Eucalyptus andrewsii Maiden
- Eucalyptus angophoroides R.T.Baker
- Eucalyptus angularis Brooker & Hopper
- Eucalyptus angulosa Schauer in W.G.Walpers
- Eucalyptus angustissima F.Muell.
- Eucalyptus annettae D.Nicolle & M.E.French
- Eucalyptus annulata Benth.
- Eucalyptus annuliformis Grayling & Brooker
- Eucalyptus apiculata R.T.Baker & H.G.Sm.
- Eucalyptus apodophylla Blakely & Jacobs in W.F.Blakely
- Eucalyptus apothalassica L.A.S.Johnson & K.D.Hill
- Eucalyptus approximans Maiden
- Eucalyptus aquatica (Blakely) L.A.S.Johnson & K.D.Hill
- Eucalyptus aquilina Brooker
- Eucalyptus arachnaea Brooker & Hopper
  - Eucalyptus arachnaea subsp. arachnaea
  - Eucalyptus arachnaea subsp. arrecta  Brooker & Hopper
- Eucalyptus arborella Brooker & Hopper
- Eucalyptus arcana (D.Nicolle & Brooker) Rule
- Eucalyptus archeri Maiden & Blakely in J.H.Maiden
- Eucalyptus arenacea Marginson & Ladiges
- Eucalyptus arenicola Rule
- Eucalyptus argillacea W.Fitzg.
- Eucalyptus argophloia Blakely
- Eucalyptus argutifolia Grayling & Brooker
- Eucalyptus aridimontana D.Nicolle & M.E.French
- Eucalyptus armillata D.Nicolle & M.E.French
- Eucalyptus aromaphloia Pryor & J.H.Willis
- Eucalyptus articulata Brooker & Hopper
- Eucalyptus aspersa Brooker & Hopper
- Eucalyptus aspratilis L.A.S.Johnson & K.D.Hill
- Eucalyptus assimilans L.A.S.Johnson & K.D.Hill
- Eucalyptus astringens (Maiden) Maiden
  - Eucalyptus astringens subsp. astringens
  - Eucalyptus astringens subsp. redacta  Brooker & Hopper
- Eucalyptus atrata L.A.S.Johnson & K.D.Hill
- Eucalyptus aurifodina Rule

## B
- Eucalyptus badjensis Beuzev. & Welch
- Eucalyptus baeuerlenii F.Muell.
- Eucalyptus baileyana F.Muell.
- Eucalyptus baiophylla D.Nicolle & Brooker
- Eucalyptus bakeri Maiden
- Eucalyptus × balanites Grayling & Brooker
- Eucalyptus × balanopelex L.A.S.Johnson & K.D.Hill
- Eucalyptus balladoniensis Brooker
  - Eucalyptus balladoniensis subsp. balladoniensis
  - Eucalyptus balladoniensis subsp. sedens  L.A.S.Johnson & K.D.Hill
- Eucalyptus bancroftii (Maiden) Maiden
- Eucalyptus banksii Maiden
- Eucalyptus barberi L.A.S.Johnson & Blaxell
- Eucalyptus baudiniana D.J.Carr & S.G.M.Carr
- Eucalyptus baueriana Schauer in W.G.Walpers
  - Eucalyptus baueriana subsp. baueriana
  - Eucalyptus baueriana subsp. deddickensis  Rule
  - Eucalyptus baueriana subsp. thalassina  Rule
- Eucalyptus baxteri (Benth.) Maiden & Blakely ex J.M.Black
- Eucalyptus beaniana L.A.S.Johnson & K.D.Hill
- Eucalyptus beardiana Brooker & Blaxell
- Eucalyptus behriana F.Muell.
- Eucalyptus bensonii L.A.S.Johnson & K.D.Hill
- Eucalyptus benthamii Maiden & Cambage
- Eucalyptus × beyeri R.T.Baker
- Eucalyptus beyeriana L.A.S.Johnson & K.D.Hill
- Eucalyptus bigalerita F.Muell.
- Eucalyptus blakelyi Maiden
- Eucalyptus blaxellii L.A.S.Johnson & K.D.Hill
- Eucalyptus blaxlandii Maiden & Cambage
- Eucalyptus boliviana J.B.Williams & K.D.Hill
- Eucalyptus bosistoana F.Muell.
- Eucalyptus botryoides Sm.
- Eucalyptus brachyandra F.Muell.
- Eucalyptus brachycalyx Blakely
- Eucalyptus × brachyphylla C.A.Gardner
- Eucalyptus brandiana Hopper & McQuoid
- Eucalyptus brassiana S.T.Blake
- Eucalyptus brevifolia F.Muell.
- Eucalyptus brevipes Brooker
- Eucalyptus brevistylis Brooker
- Eucalyptus bridgesiana R.T.Baker
- Eucalyptus brockwayi C.A.Gardner
- Eucalyptus brookeriana  A.M.Gray
- Eucalyptus broviniensis A.R.Bean
- Eucalyptus brownii  Maiden & Cambage
- Eucalyptus bunyip Rule
- Eucalyptus buprestium F.Muell.
- Eucalyptus burdettiana Blakely & H.Steedman
- Eucalyptus burgessiana L.A.S.Johnson & Blaxell
- Eucalyptus burracoppinensis Maiden & Blakely

## C
- Eucalyptus cadens J.D.Briggs & Crisp
- Eucalyptus caesia Benth.
- Eucalyptus cajuputea Miq.
- Eucalyptus calcareana Boomsma
- Eucalyptus calcicola Brooker
  - Eucalyptus calcicola subsp. calcicola
  - Eucalyptus calcicola subsp. unita  D.Nicolle
- Eucalyptus caleyi Maiden
  - Eucalyptus caleyi subsp. caleyi
  - Eucalyptus caleyi subsp. ovendenii L.A.S.Johnson & K.D.Hill
- Eucalyptus caliginosa Blakely & McKie in W.F.Blakely
- Eucalyptus calycogona Turcz.
  - Eucalyptus calycogona subsp. calycogona
  - Eucalyptus calycogona subsp. miraculum D.Nicolle & M.E.French
  - Eucalyptus calycogona subsp. spaffordii D.Nicolle
  - Eucalyptus calycogona subsp. trachybasis D.Nicolle
- Eucalyptus calyerup McQuoid & Hopper
- Eucalyptus camaldulensis Dehnh.
  - Eucalyptus camaldulensis subsp. acuta Brooker & M.W.McDonald
  - Eucalyptus camaldulensis subsp. arida Brooker & M.W.McDonald
  - Eucalyptus camaldulensis subsp. camaldulensis Dehnh.
  - Eucalyptus camaldulensis subsp. minima Brooker & M.W.McDonald
  - Eucalyptus camaldulensis subsp. obtusa (Blakely) Brooker & M.W.McDonald
  - Eucalyptus camaldulensis subsp. refulgens Brooker & M.W.McDonald
  - Eucalyptus camaldulensis subsp. simulata Brooker & Kleinig
- Eucalyptus cambageana Maiden
- Eucalyptus cameronii Blakely & McKie in W.F.Blakely
- Eucalyptus camfieldii Maiden
- Eucalyptus campanulata  R.T.Baker & H.G.Sm.
- Eucalyptus campaspe  S.Moore
- Eucalyptus camphora R.T.Baker
  - Eucalyptus camphora subsp. camphora
  - Eucalyptus camphora subsp. humeana  L.A.S.Johnson & K.D.Hill
- Eucalyptus canaliculata Maiden
- Eucalyptus canescens D.Nicolle
  - Eucalyptus canescens subsp. beadellii  Nicolle
  - Eucalyptus canescens subsp. canescens
- Eucalyptus canobolensis (L.A.S.Johnson & K.D.Hill) J.T.Hunter
- Eucalyptus capillosa Brooker & Hopper
  - Eucalyptus capillosa subsp. capillosa
  - Eucalyptus capillosa subsp. polyclada  Brooker & Hopper
- Eucalyptus capitanea L.A.S.Johnson & K.D.Hill
- Eucalyptus capitellata Sm.
- Eucalyptus captiosa Brooker & Hopper
- Eucalyptus carnea R.T.Baker
- Eucalyptus carnei C.A.Gardner
- Eucalyptus carolaniae Rule
- Eucalyptus castrensis K.D.Hill
- Eucalyptus celastroides Turcz.
  - Eucalyptus celastroides subsp. celastroides
  - Eucalyptus celastroides subsp. virella  Brooker
- Eucalyptus cephalocarpa Blakely
- Eucalyptus ceracea Brooker & Done
- Eucalyptus cerasiformis Brooker & Blaxell
- Eucalyptus ceratocorys (Blakely) L.A.S.Johnson & K.D.Hill
- Eucalyptus cernua Brooker & Hopper
- Eucalyptus chapmaniana Cameron
- Eucalyptus chartaboma D.Nicolle
- Eucalyptus chloroclada (Blakely) L.A.S.Johnson & K.D.Hill
- Eucalyptus chlorophylla Brooker & Done
- Eucalyptus × chrysantha Blakely & H.Steedman
- Eucalyptus cinerea F.Muell. ex Benth.
  - Eucalyptus cinerea subsp. cinerea
  - Eucalyptus cinerea subsp. triplex  (L.A.S.Johnson & K.D.Hill) Brooker, Slee & J.D.Briggs
- Eucalyptus cladocalyx F.Muell.
  - Eucalyptus cladocalyx subsp. crassaD.Nicholle
  - Eucalyptus cladocalyx subsp. petilaD.Nicholle
- Eucalyptus clelandiorum (Maiden) Maiden
- Eucalyptus clivicola Brooker & Hopper
- Eucalyptus cloeziana F.Muell.
- Eucalyptus cneorifolia A.Cunn. ex DC.
- Eucalyptus coccifera Hook.f.
- Eucalyptus codonocarpa Blakely & McKie
- Eucalyptus comitae-vallis Maiden
- Eucalyptus concinna Maiden & Blakely in J.H.Maiden
- Eucalyptus conferruminata D.J.Carr & S.G.M.Carr
  - Eucalyptus conferruminata subsp. conferruminata
  - Eucalyptus conferruminata subsp. recherche  D.Nicolle & M.E.French
- Eucalyptus conferta Rule
- Eucalyptus confluens W.Fitzg. ex Maiden
- Eucalyptus conglobata (Benth.) Maiden
  - Eucalyptus conglobata subsp. conglobata
  - Eucalyptus conglobata subsp. perata  Brooker & Slee
- Eucalyptus conglomerata Maiden & Blakely in J.H.Maiden
- Eucalyptus conica H.Deane & Maiden
- Eucalyptus × conjuncta L.A.S.Johnson & K.D.Hill
- Eucalyptus consideniana Maiden
- Eucalyptus conspicua L.A.S.Johnson & K.D.Hill
- Eucalyptus conveniens L.A.S.Johnson & K.D.Hill
- Eucalyptus coolabah Blakely & Jacobs in W.F.Blakely
- Eucalyptus cooperiana F.Muell.
- Eucalyptus copulans L.A.S.Johnson & K.D.Hill
- Eucalyptus cordata Labill.
  - Eucalyptus cordata subsp. cordata
  - Eucalyptus cordata subsp. quadrangulosa D.Nicolle, B.M.Potts & McKinnon
- Eucalyptus cornuta Labill.
- Eucalyptus coronata C.A.Gardner
- Eucalyptus corrugata Luehm.
- Eucalyptus corticosa L.A.S.Johnson
- Eucalyptus corynodes A.R.Bean & Brooker
- Eucalyptus cosmophylla F.Muell.
- Eucalyptus costuligera L.A.S.Johnson & K.D.Hill
- Eucalyptus crebra F.Muell.
- Eucalyptus crenulata Blakely & Beuzev.
- Eucalyptus creta L.A.S.Johnson & K.D.Hill
- Eucalyptus cretata P.J.Lang & Brooker
- Eucalyptus crispata Brooker & Hopper
- Eucalyptus croajingolensis L.A.S.Johnson & K.D.Hill
- Eucalyptus crucis Maiden
  - Eucalyptus crucis subsp. crucis
  - Eucalyptus crucis subsp. lanceolata Brooker & Hopper
  - Eucalyptus crucis subsp. praecipua Brooker & Hopper
- Eucalyptus cullenii Cambage
- Eucalyptus cunninghamii Sweet
- Eucalyptus cuprea Brooker & Hopper
- Eucalyptus cupularis C.A.Gardner
- Eucalyptus curtisii Blakely & C.T.White
- Eucalyptus cuspidata Turcz.
- Eucalyptus cyanophylla Brooker
- Eucalyptus cyclostoma Brooker
- Eucalyptus cylindriflora Maiden & Blakely
- Eucalyptus cylindrocarpa Blakely
- Eucalyptus cypellocarpa L.A.S.Johnson

## E
- Eucalyptus ebbanoensis Maiden
  - Eucalyptus ebbanoensis subsp. ebbanoensis
  - Eucalyptus ebbanoensis subsp. glauciramula L.A.S.Johnson & K.D.Hill
  - Eucalyptus ebbanoensis subsp. photina Brooker & Hopper
- Eucalyptus ecostata (Maiden) D.Nicolle & M.E.French
- Eucalyptus educta L.A.S.Johnson & K.D.Hill
- Eucalyptus effusa Brooker
  - Eucalyptus effusa subsp. effusa
  - Eucalyptus effusa subsp. exsul L.A.S.Johnson & K.D.Hill
- Eucalyptus elaeophloia Chappill, Crisp & Prober
- Eucalyptus elata Dehnh.
- Eucalyptus elegans A.R.Bean
- Eucalyptus elliptica (Blakely & McKie) L.A.S.Johnson & K.D.Hill
- Eucalyptus erectifolia Brooker & Hopper
- Eucalyptus eremicola Boomsma
  - Eucalyptus eremicola subsp. eremicola
  - Eucalyptus eremicola subsp. peeneri (Blakely) D.Nicolle
- Eucalyptus eremophila (Diels) Maiden
  - Eucalyptus eremophila subsp. eremophila (Blakely) D.Nicolle
  - Eucalyptus eremophila subsp. pterocarpa (Blakely & H.Steedman) L.A.S.Johnson & Blaxell
- Eucalyptus erosa A.R.Bean
- Eucalyptus erythrocorys F.Muell.
- Eucalyptus erythronema Turcz.
  - Eucalyptus erythronema subsp. erythronema Turcz.
  - Eucalyptus erythronema subsp. inornata D.Nicolle & M.E.French
- Eucalyptus eudesmioides F.Muell.
- Eucalyptus eugenioides Sieber ex Spreng.
- Eucalyptus ewartiana Maiden
- Eucalyptus exigua Brooker & Hopper
- Eucalyptus exilipes Brooker & A.R.Bean
- Eucalyptus exilis Brooker
- Eucalyptus expressa S.A.J.Bell & D.Nicolle
- Eucalyptus exserta F.Muell.
- Eucalyptus extensa L.A.S.Johnson & K.D.Hill
- Eucalyptus extrica D.Nicolle

## F
- Eucalyptus falcata Turcz.
- Eucalyptus falciformis (Newnham, Ladiges & Whiffin) Rule
- Eucalyptus famelica Brooker & Hopper
- Eucalyptus farinosa K.D.Hill
- Eucalyptus fasciculosa F.Muell.
- Eucalyptus fastigata H.Deane & Maiden
- Eucalyptus fibrosa F.Muell.
  - Eucalyptus fibrosa subsp. fibrosa
  - Eucalyptus fibrosa subsp. nubila (Maiden & Blakely) L.A.S.Johnson
- Eucalyptus filiformis Rule
- Eucalyptus fitzgeraldii Blakely
- Eucalyptus flavida Brooker & Hopper
- Eucalyptus flindersii Boomsma
- Eucalyptus flocktoniae (Maiden) Maiden
  - Eucalyptus flocktoniae subsp. flocktoniae
  - Eucalyptus flocktoniae subsp. hebes D.Nicolle
- Eucalyptus foecunda Schauer in J.G.C.Lehmann
- Eucalyptus foliosa L.A.S.Johnson & K.D.Hill
- Eucalyptus formanii C.A.Gardner
- Eucalyptus forresterae Molyneux & Rule
- Eucalyptus forrestiana Diels
- Eucalyptus fracta K.D.Hill
- Eucalyptus fraseri (Brooker) Brooker
  - Eucalyptus fraseri subsp. fraseri
  - Eucalyptus fraseri subsp. melanobasis L.A.S.Johnson & K.D.Hill
- Eucalyptus fraxinoides H.Deane & Maiden
- Eucalyptus frenchiana D.Nicolle
- Eucalyptus froggattii Blakely
- Eucalyptus fruticosa Brooker
- Eucalyptus fulgens Rule
- Eucalyptus fusiformis Boland & Kleinig

## G
- Eucalyptus gamophylla F.Muell.
- Eucalyptus gardneri Maiden
  - Eucalyptus gardneri subsp. gardneri
  - Eucalyptus gardneri subsp. ravensthorpensis  Brooker & Hopper
- Eucalyptus georgei Brooker & Blaxell
  - Eucalyptus georgei subsp. fulgida Brooker & Hopper
  - Eucalyptus georgei subsp. georgei
- Eucalyptus gigantangion L.A.S.Johnson & K.D.Hill
- Eucalyptus gillenii Ewart & L.R.Kerr
- Eucalyptus gillii Maiden
- Eucalyptus gittinsii Brooker & Blaxell
  - Eucalyptus gittinsii subsp. gittinsii
  - Eucalyptus gittinsii subsp. illucida  D.Nicolle
- Eucalyptus glaucescens Maiden & Blakely in J.H.Maiden
- Eucalyptus glaucina (Blakely) L.A.S.Johnson
- Eucalyptus globoidea Blakely
- Eucalyptus globulus Labill.
  - Eucalyptus globulus subsp. bicostata (Maiden, Blakely & Simmonds) J.B.Kirkp.
  - Eucalyptus globulus subsp. globulus Labill.
  - Eucalyptus globulus subsp. maidenii  (F.Muell.) J.B.Kirkp.
  - Eucalyptus globulus subsp. pseudoglobulus (Naudin ex Maiden) J.B.Kirkp.
- Eucalyptus glomericassis L.A.S.Johnson & K.D.Hill
- Eucalyptus glomerosa Brooker & Hopper
- Eucalyptus gomphocephala A.Cunn. ex DC.
- Eucalyptus gongylocarpa Blakely
- Eucalyptus goniantha Turcz.
  - Eucalyptus goniantha subsp. goniantha
  - Eucalyptus goniantha subsp. kynoura  D.Nicolle & M.E.French
- Eucalyptus goniocalyx F.Muell. ex Miq.
  - Eucalyptus goniocalyx subsp. exposa D.Nicolle
  - Eucalyptus goniocalyx subsp. fallax Rule
  - Eucalyptus goniocalyx subsp. goniocalyx
  - Eucalyptus goniocalyx subsp. laxa Rule
  - Eucalyptus goniocalyx subsp. viridissima Rule
- Eucalyptus goniocarpa L.A.S.Johnson & K.D.Hill
- Eucalyptus gracilis F.Muell.
- Eucalyptus grandis W.Hill
- Eucalyptus granitica L.A.S.Johnson & K.D.Hill
- Eucalyptus gregoryensis N.G.Walsh & Albr.
- Eucalyptus gregsoniana L.A.S.Johnson & Blaxell
- Eucalyptus griffithsii Maiden
- Eucalyptus grisea L.A.S.Johnson & K.D.Hill
- Eucalyptus grossa F.Muell. ex Benth.
- Eucalyptus guilfoylei Maiden
- Eucalyptus gunnii Hook.f.
  - Eucalyptus gunnii subsp. divaricata (McAulay & Brett) B.M.Potts
  - Eucalyptus gunnii subsp. gunnii
- Eucalyptus gypsophila Nicolle

## H
- Eucalyptus haemastoma Sm.
- Eucalyptus hallii Brooker
- Eucalyptus halophila D.J.Carr & S.G.M.Carr
- Eucalyptus hawkeri Rule
- Eucalyptus hebetifolia Brooker & Hopper
- Eucalyptus helidonica K.D.Hill
- Eucalyptus herbertiana Maiden
- Eucalyptus histophylla Brooker & Hopper
- Eucalyptus horistes L.A.S.Johnson & K.D.Hill
- Eucalyptus houseana W.Fitzg. ex Maiden
- Eucalyptus howittiana F.Muell.
- Eucalyptus hypolaena L.A.S.Johnson & K.D.Hill
- Eucalyptus hypostomatica L.A.S.Johnson & K.D.Hill

## I
- Eucalyptus ignorabilis L.A.S.Johnson & K.D.Hill
- Eucalyptus imitans L.A.S.Johnson & K.D.Hill
- Eucalyptus imlayensis Crisp & Brooker
- Eucalyptus impensa Brooker & Hopper
- Eucalyptus incerata Brooker & Hopper
- Eucalyptus incrassata Labill.
- Eucalyptus indurata Brooker & Hopper
- Eucalyptus infera A.R.Bean
- Eucalyptus infracorticata L.A.S.Johnson & K.D.Hill
- Eucalyptus insularis Brooker
  - Eucalyptus insularis subsp. continentalis D.Nicolle & Brooker
  - Eucalyptus insularis subsp. insularis
- Eucalyptus interstans L.A.S.Johnson & K.D.Hill
- Eucalyptus intertexta R.T.Baker

## J
- Eucalyptus jacksonii Maiden
- Eucalyptus jensenii Maiden
- Eucalyptus jimberlanica L.A.S.Johnson & K.D.Hill
- Eucalyptus johnsoniana Brooker & Blaxell
- Eucalyptus johnstonii Maiden
- Eucalyptus jucunda C.A.Gardner
- Eucalyptus jutsonii Maiden
  - Eucalyptus jutsonii subsp. jutsonii
  - Eucalyptus jutsonii subsp. kobela D.Nicolle & M.E.French

## K
- Eucalyptus kabiana L.A.S.Johnson & K.D.Hill
- Eucalyptus × kalangadooensis Maiden & Blakely
- Eucalyptus kartzoffiana L.A.S.Johnson & Blaxell
- Eucalyptus kenneallyi K.D.Hill & L.A.S.Johnson
- Eucalyptus kessellii Maiden & Blakely
  - Eucalyptus kessellii subsp. eugnosta L.A.S.Johnson & K.D.Hill
  - Eucalyptus kessellii subsp. kessellii
- Eucalyptus kingsmillii (Maiden) Maiden & Blakely in J.H.Maiden
  - Eucalyptus kingsmillii subsp. kingsmillii
- Eucalyptus kitsoniana Maiden
- Eucalyptus kochii Maiden & Blakely in J.H.Maiden
  - Eucalyptus kochii subsp. amaryssia D.Nicolle
  - Eucalyptus kochii subsp. borealis (C.A.Gardner) D.Nicolle
  - Eucalyptus kochii subsp. kochii
  - Eucalyptus kochii subsp. plenissima (C.A.Gardner) Brooker
  - Eucalyptus kochii subsp. yellowdinensis D.Nicolle
- Eucalyptus kondininensis Maiden & Blakely
- Eucalyptus koolpinensis Brooker & Dunlop
- Eucalyptus kruseana F.Muell.
- Eucalyptus kumarlensis Brooker
- Eucalyptus kybeanensis Maiden & Cambage

## L
- Eucalyptus lacrimans L.A.S.Johnson & K.D.Hill
- Eucalyptus laeliae Podger & Chippend.
- Eucalyptus laevis L.A.S.Johnson & K.D.Hill
- Eucalyptus laevopinea F.Muell. ex R.T.Baker
- Eucalyptus × lamprocalyx Blakely
- Eucalyptus lane-poolei Maiden
- Eucalyptus langleyi L.A.S.Johnson & Blaxell
- Eucalyptus lansdowneana F.Muell. & J.E.Br. in J.E.Brown
- Eucalyptus largeana Blakely & Beuzev. in W.F.Blakely
- Eucalyptus largiflorens F.Muell.
- Eucalyptus × laseronii R.T.Baker
- Eucalyptus latens Brooker
- Eucalyptus lateritica Brooker & Hopper
- Eucalyptus latisinensis K.D.Hill
- Eucalyptus lehmannii (Schauer) Benth.
  - Eucalyptus lehmannii subsp. lehmannii
  - Eucalyptus lehmannii subsp. parallela D.Nicolle & M.E.French
- Eucalyptus leprophloia Brooker & Hopper
- Eucalyptus leptocalyx Blakely
  - Eucalyptus leptocalyx subsp. leptocalyx
  - Eucalyptus leptocalyx subsp. petilipes L.A.S.Johnson & K.D.Hill
- Eucalyptus leptophleba F.Muell.
- Eucalyptus leptophylla F.Muell. ex Miq.
- Eucalyptus leptopoda Benth.
  - Eucalyptus leptopoda subsp. arctata L.A.S.Johnson & K.D.Hill
  - Eucalyptus leptopoda subsp. elevata L.A.S.Johnson & K.D.Hill
  - Eucalyptus leptopoda subsp. leptopoda
  - Eucalyptus leptopoda subsp. subluta L.A.S.Johnson & K.D.Hill
- Eucalyptus lesouefii Maiden
- Eucalyptus leucophloia Brooker
  - Eucalyptus leucophloia subsp. euroa L.A.S.Johnson & K.D.Hill
  - Eucalyptus leucophloia subsp. leucophloia
- Eucalyptus leucophylla Domin
- Eucalyptus leucoxylon F.Muell.
  - Eucalyptus leucoxylon subsp. bellarinensis Rule
  - Eucalyptus leucoxylon subsp. connata Rule
  - Eucalyptus leucoxylon subsp. leucoxylon
  - Eucalyptus leucoxylon subsp. megalocarpa Boland
  - Eucalyptus leucoxylon var. pluriflora Boland
  - Eucalyptus leucoxylon subsp. pruinosa (Miq.) Boland
  - Eucalyptus leucoxylon subsp. stephaniae Rule
- Eucalyptus ligulata Brooker
  - Eucalyptus ligulata subsp. ligulata
  - Eucalyptus ligulata subsp. stirlingica D.Nicolle,
- Eucalyptus ligustrina A.Cunn. ex DC.
- Eucalyptus limitaris L.A.S.Johnson & K.D.Hill
- Eucalyptus lirata W.Fitzg. ex Maiden
- Eucalyptus litoralis Rule
- Eucalyptus litorea Brooker & Hopper
- Eucalyptus livida Brooker & Hopper
- Eucalyptus lockyeri Blaxell & K.D.Hill
  - Eucalyptus lockyeri subsp. exuta Brooker & Kleinig
  - Eucalyptus lockyeri subsp. lockyeri
- Eucalyptus longicornis (F.Muell.) Maiden
- Eucalyptus longifolia Link
- Eucalyptus longirostrata (Blakely) L.A.S.Johnson & K.D.Hill
- Eucalyptus longissima D.Nicolle
- Eucalyptus loxophleba Benth.
  - Eucalyptus loxophleba subsp. gratiae Brooker
  - Eucalyptus loxophleba subsp. lissophloia L.A.S.Johnson & K.D.Hill
  - Eucalyptus loxophleba subsp. loxophleba
  - Eucalyptus loxophleba subsp. supralaevis L.A.S.Johnson & K.D.Hill
- Eucalyptus lucasii Blakely
- Eucalyptus lucens Brooker & Dunlop
- Eucalyptus luculenta L.A.S.Johnson & K.D.Hill
- Eucalyptus luehmanniana F.Muell.
- Eucalyptus luteola Brooker & Hopper

## M
- Eucalyptus macarthurii H.Deane & Maiden
- Eucalyptus mackintii Kottek
- Eucalyptus × macmahonii Rule
- Eucalyptus macrandra F.Muell. ex Benth.
- Eucalyptus macrocarpa Hook.
  - Eucalyptus macrocarpa subsp. elachantha Brooker & Hopper
  - Eucalyptus macrocarpa subsp. macrocarpa
- Eucalyptus macrorhyncha F.Muell. ex Benth.
  - Eucalyptus macrorhyncha subsp. cannonii (R.T.Baker) L.A.S.Johnson & Blaxell
  - Eucalyptus macrorhyncha subsp. macrorhyncha
- Eucalyptus magnificata L.A.S.Johnson & K.D.Hill
- Eucalyptus major (Maiden) Blakely
- Eucalyptus malacoxylon Blakely
- Eucalyptus mannensis Boomsma
  - Eucalyptus mannensis subsp. mannensis
  - Eucalyptus mannensis subsp. vespertina L.A.S.Johnson & K.D.Hill
- Eucalyptus mannifera Mudie
  - Eucalyptus mannifera subsp. gullickii (R.T.Baker & H.G.Sm.) L.A.S.Johnson
  - Eucalyptus mannifera subsp. mannifera
  - Eucalyptus mannifera subsp. praecox (Maiden) L.A.S.Johnson
- Eucalyptus marginata Donn ex Sm.
  - Eucalyptus marginata subsp. marginata
  - Eucalyptus marginata subsp. thalassica Brooker & Hopper
- Eucalyptus mckieana Blakely
- Eucalyptus mcquoidii Brooker & Hopper
- Eucalyptus mediocris L.A.S.Johnson & K.D.Hill
- Eucalyptus megacarpa F.Muell.
- Eucalyptus megacornuta C.A.Gardner
- Eucalyptus megasepala A.R.Bean
- Eucalyptus melanoleuca S.T.Blake
- Eucalyptus melanophitra Brooker & Hopper
- Eucalyptus melanophloia F.Muell.
  - Eucalyptus melanophloia subsp. melanophloia
  - Eucalyptus melanophloia subsp. nana D.Nicolle & Kleinig
- Eucalyptus melanoxylon Maiden
- Eucalyptus melliodora A.Cunn. ex Schauer in W.G.Walpers
- Eucalyptus merrickiae Maiden & Blakely
- Eucalyptus michaeliana Blakely
- Eucalyptus micranthera F.Muell. ex Benth.
- Eucalyptus microcarpa (Maiden) Maiden
- Eucalyptus microcorys F.Muell.
- Eucalyptus microneura Maiden & Blakely
- Eucalyptus microschema Brooker & Hopper
- Eucalyptus microtheca F.Muell.
- Eucalyptus mimica Brooker & Hopper
  - Eucalyptus mimica subsp. continens Brooker & Hopper
  - Eucalyptus mimica subsp. mimica
- Eucalyptus miniata A.Cunn. ex Schauer in W.G.Walpers
- Eucalyptus minniritchi D.Nicolle
- Eucalyptus misella L.A.S.Johnson & K.D.Hill
- Eucalyptus × missilis Brooker & Hopper
- Eucalyptus mitchelliana Cambage
- Eucalyptus moderata L.A.S.Johnson & K.D.Hill
- Eucalyptus moluccana Wall. ex Roxb.
- Eucalyptus molyneuxii Rule
- Eucalyptus mooreana Maiden
- Eucalyptus moorei Maiden & Cambage
  - Eucalyptus moorei subsp. moorei
  - Eucalyptus moorei subsp.. serpentinicola (L.A.S.Johnson & Blaxell) Brooker & Kleinig
- Eucalyptus morrisbyi Brett
- Eucalyptus morrisii R.T.Baker
- Eucalyptus muelleriana A.W.Howitt
- Eucalyptus multicaulis Blakely
- Eucalyptus myriadena Brooker
  - Eucalyptus myriadena subsp. myriadena
  - Eucalyptus myriadena subsp. parviflora Brooker & Hopper

## N
- Eucalyptus nandewarica L.A.S.Johnson & K.D.Hill
- Eucalyptus nebulosa A.M.Gray
- Eucalyptus neglecta Maiden
- Eucalyptus × nepeanensis R.T.Baker & H.G.Sm.
- Eucalyptus neutra D.Nicolle
- Eucalyptus newbeyi D.J.Carr & S.G.M.Carr
- Eucalyptus nicholii Maiden & Blakely in J.H.Maiden
- Eucalyptus nigrifunda Brooker & Hopper
- Eucalyptus nitens (H.Deane & Maiden) Maiden
- Eucalyptus nitida Hook.f.
- Eucalyptus nobilis L.A.S.Johnson & K.D.Hill
- Eucalyptus normantonensis Maiden & Cambage
- Eucalyptus nortonii (Blakely) L.A.S.Johnson
- Eucalyptus notabilis Maiden
- Eucalyptus notactites (L.A.S.Johnson & K.D.Hill) D.Nicolle & M.E.French
- Eucalyptus nova-anglica H.Deane & Maiden
- Eucalyptus × nowraensis Maiden
- Eucalyptus nudicaulis A.R.Bean
- Eucalyptus nutans F.Muell.

## O
- Eucalyptus obconica Brooker & Kleinig
- Eucalyptus obesa Brooker & Hopper
- Eucalyptus obliqua L'Hér.
- Eucalyptus obtusiflora A.Cunn. ex DC.
  - Eucalyptus obtusiflora subsp. cowcowensis L.A.S.Johnson & K.D.Hill
  - Eucalyptus obtusiflora subsp. dongarraensis (Maiden & Blakely) L.A.S.Johnson & K.D.Hill
  - Eucalyptus obtusiflora subsp. obtusiflora
- Eucalyptus occidentalis Endl.
- Eucalyptus ochrophloia F.Muell.
- Eucalyptus odontocarpa F.Muell.
- Eucalyptus odorata Behr
- Eucalyptus oldfieldii F.Muell.
  - Eucalyptus oldfieldii subsp. oldfieldii F.Muell.
- Eucalyptus oleosa F.Muell. ex Miq.
  - Eucalyptus oleosa subsp. ampliata L.A.S.Johnson & K.D.Hill
  - Eucalyptus oleosa subsp. corvina L.A.S.Johnson & K.D.Hill
  - Eucalyptus oleosa subsp. cylindroidea L.A.S.Johnson & K.D.Hill
  - Eucalyptus oleosa subsp. oleosa
- Eucalyptus olida L.A.S.Johnson & K.D.Hill
- Eucalyptus oligantha Schauer in W.G.Walpers
  - Eucalyptus oligantha subsp. modica L.A.S.Johnson & K.D.Hill
  - Eucalyptus oligantha subsp. oligantha
- Eucalyptus olivina Brooker & Hopper
- Eucalyptus olsenii L.A.S.Johnson & Blaxell
- Eucalyptus ophitica L.A.S.Johnson & K.D.Hill
- Eucalyptus opimiflora D.Nicolle & M.E.French
- Eucalyptus optima L.A.S.Johnson & K.D.Hill
- Eucalyptus oraria L.A.S.Johnson
- Eucalyptus orbifolia F.Muell.
- Eucalyptus ordiana Dunlop & Done
- Eucalyptus oreades F.Muell. ex R.T.Baker
- Eucalyptus orgadophila Maiden & Blakely in J.H.Maiden
- Eucalyptus ornans Molyneux & Rule
- Eucalyptus ornata Crisp
- Eucalyptus orophila L.D.Pryor[2]
- Eucalyptus orthostemon D.Nicolle & Brooker
- Eucalyptus ovata Labill.
  - Eucalyptus ovata var. grandiflora Maiden
  - Eucalyptus ovata var. ovata Labill.
- Eucalyptus ovularis Maiden & Blakely
- Eucalyptus oxymitra Blakely

## P
- Eucalyptus pachycalyx Maiden & Blakely in J.H.Maiden
  - Eucalyptus pachycalyx subsp. banyabba K.D.Hill
  - Eucalyptus pachycalyx subsp. pachycalyx
  - Eucalyptus pachycalyx subsp. waajensis  L.A.S.Johnson & K.D.Hill
- Eucalyptus pachyloma Benth.
- Eucalyptus pachyphylla F.Muell.
- Eucalyptus paedoglauca L.A.S.Johnson & Blaxell
- Eucalyptus paliformis L.A.S.Johnson & Blaxell
- Eucalyptus paludicola Nicolle
- Eucalyptus panda S.T.Blake
- Eucalyptus paniculata Sm.
- Eucalyptus pantoleuca L.A.S.Johnson & K.D.Hill
- Eucalyptus paralimnetica L.A.S.Johnson & K.D.Hill
- Eucalyptus parramattensis E.C.Hall
  - Eucalyptus parramattensis subsp. decadens L.A.S.Johnson & Blaxell
  - Eucalyptus parramattensis subsp. parramattensis
  - Eucalyptus parramattensis var. sphaerocalyx Blakely
- Eucalyptus parvula L.A.S.Johnson & K.D.Hill
- Eucalyptus patellaris F.Muell.
- Eucalyptus patens Benth.
- Eucalyptus pauciflora Sieber ex Spreng.
  - Eucalyptus pauciflora subsp. acerina Rule
  - Eucalyptus pauciflora var. × cylindrocarpa Blakely
  - Eucalyptus pauciflora subsp. debeuzevillei (Maiden) L.A.S.Johnson & Blaxell
  - Eucalyptus pauciflora var. × densiflora Blakely & McKie
  - Eucalyptus pauciflora subsp. hedraia Rule
  - Eucalyptus pauciflora subsp. niphophila (Maiden & Blakely) L.A.S.Johnson & Blaxell
  - Eucalyptus pauciflora subsp. parvifructa Rule
  - Eucalyptus pauciflora subsp. pauciflora Sieber ex Spreng.
  - Eucalyptus pauciflora var. × rusticata Blakely
- Eucalyptus pellita F.Muell.
- Eucalyptus pendens Brooker
- Eucalyptus peninsularis D.Nicolle
- Eucalyptus perangusta Brooker
- Eucalyptus percostata Brooker & P.J.Lang
- Eucalyptus perriniana F.Muell. ex Rodway
- Eucalyptus persistens L.A.S.Johnson & K.D.Hill
- Eucalyptus petiolaris (Boland) Rule
- Eucalyptus petraea D.J.Carr & S.G.M.Carr
- Eucalyptus petrensis Brooker & Hopper
- Eucalyptus phaenophylla Brooker & Hopper
  - Eucalyptus phaenophylla subsp. interjacens Brooker & Hopper
  - Eucalyptus phaenophylla subsp. phaenophylla Brooker & Hopper
- Eucalyptus phenax Brooker & Slee
  - Eucalyptus phenax subsp. compressa D.Nicolle
  - Eucalyptus phenax subsp. phenax Brooker & Slee
- Eucalyptus phoenicea F.Muell.
- Eucalyptus phoenix Molyneux & Forrester
- Eucalyptus × phylacis L.A.S.Johnson & K.D.Hill
- Eucalyptus pilbarensis Brooker & Edgecombe
- Eucalyptus pileata Blakely
- Eucalyptus pilularis Sm.
- Eucalyptus pimpiniana Maiden
- Eucalyptus piperita Sm.
- Eucalyptus placita L.A.S.Johnson & K.D.Hill
- Eucalyptus planchoniana F.Muell.
- Eucalyptus planipes L.A.S.Johnson & K.D.Hill
- Eucalyptus platycorys Maiden & Blakely in J.H.Maiden
- Eucalyptus platydisca D.Nicolle & Brooker
- Eucalyptus platyphylla F.Muell.
- Eucalyptus platypus Hook.f.
  - Eucalyptus platypus subsp. congregata Brooker & Hopper
  - Eucalyptus platypus subsp. platypus Hook.f.
- Eucalyptus pleurocarpa Schauer in J.G.C.Lehmann
- Eucalyptus pleurocorys L.A.S.Johnson & K.D.Hill
- Eucalyptus pluricaulis Brooker & Hopper
  - Eucalyptus pluricaulis subsp. pluricaulis Brooker & Hopper
  - Eucalyptus pluricaulis subsp. porphyrea Brooker & Hopper
- Eucalyptus polita Brooker & Hopper
- Eucalyptus polyanthemos Schauer
  - Eucalyptus polyanthemos subsp. longior  Brooker & Slee
  - Eucalyptus polyanthemos subsp. marginalis  Rule
  - Eucalyptus polyanthemos subsp. polyanthemos Schauer
  - Eucalyptus polyanthemos subsp. vestita  L.A.S.Johnson & K.D.Hill
- Eucalyptus polybractea F.Muell. ex R.T.Baker
- Eucalyptus populnea F.Muell.
- Eucalyptus porosa F.Muell. ex Miq.
- Eucalyptus praetermissa Brooker & Hopper
- Eucalyptus prava L.A.S.Johnson & K.D.Hill
- Eucalyptus preissiana Schauer
  - Eucalyptus preissiana subsp. lobata  Brooker & Slee
  - Eucalyptus preissiana subsp. preissiana Schauer
- Eucalyptus prolixa D.Nicolle
- Eucalyptus prominens Brooker
- Eucalyptus propinqua H.Deane & Maiden
- Eucalyptus protensa L.A.S.Johnson & K.D.Hill
- Eucalyptus provecta A.R.Bean
- Eucalyptus proxima D.Nicolle & Brooker
- Eucalyptus pruiniramis L.A.S.Johnson & K.D.Hill
- Eucalyptus pruinosa Schauer in W.G.Walpers
  - Eucalyptus pruinosa subsp. pruinosa
  - Eucalyptus pruinosa subsp. tenuata  L.A.S.Johnson & K.D.Hill
- Eucalyptus psammitica L.A.S.Johnson & K.D.Hill
- Eucalyptus pterocarpa C.A.Gardner ex P.J.Lang
- Eucalyptus pulchella Desf.
- Eucalyptus pulverulenta Link
- Eucalyptus pumila Cambage
- Eucalyptus punctata A.Cunn. ex DC.
- Eucalyptus purpurata D.Nicolle
- Eucalyptus pyrenea Rule
- Eucalyptus pyriformis Turcz.
- Eucalyptus pyrocarpa L.A.S.Johnson & Blaxell

## Q
- Eucalyptus quadrangulata H.Deane & Maiden
- Eucalyptus quadrans Brooker & Hopper
- Eucalyptus quadricostata Brooker
- Eucalyptus quaerenda (L.A.S.Johnson & K.D.Hill) Byrne
- Eucalyptus quinniorum J.T.Hunter & J.J.Bruhl

## R
- Eucalyptus racemosa Cav.
- Eucalyptus radiata Sieber ex DC.
  - Eucalyptus radiata subsp. radiata Sieber ex DC.
  - Eucalyptus radiata subsp. robertsonii (Blakely) L.A.S.Johnson & Blaxell
  - Eucalyptus radiata subsp. sejuncta L.A.S.Johnson & K.D.Hill
- Eucalyptus rameliana F.Muell.
- Eucalyptus raveretiana F.Muell.
- Eucalyptus ravida L.A.S.Johnson & K.D.Hill
- Eucalyptus recta L.A.S.Johnson & K.D.Hill
- Eucalyptus recurva Crisp
- Eucalyptus redimiculifera L.A.S.Johnson & K.D.Hill
- Eucalyptus redunca Schauer in J.G.C.Lehmann
- Eucalyptus regnans F.Muell.
- Eucalyptus relicta Hopper & Ward.-Johnson
- Eucalyptus remota Blakely
- Eucalyptus repullulans Nicolle
- Eucalyptus resinifera J.White
  - Eucalyptus resinifera subsp. hemilampra (F.Muell.) L.A.S.Johnson & K.D.Hill
  - Eucalyptus resinifera subsp. resinifera Sm.
- Eucalyptus retinens L.A.S.Johnson & K.D.Hill
- Eucalyptus retusa D.Nicolle, M.E.French & McQuoid
- Eucalyptus rhodantha Blakely & H.Steedman
  - Eucalyptus rhodantha var. petiolaris Blakely
  - Eucalyptus rhodantha var. rhodantha Blakely & H.Steedman
- Eucalyptus rhombica A.R.Bean & Brooker
- Eucalyptus rhomboidea Hopper & D.Nicolle
- Eucalyptus rigens Brooker & Hopper
- Eucalyptus rigidula Cambage & Blakely in J.H.Maiden
- Eucalyptus risdonii Hook.f.
- Eucalyptus robusta Sm.
- Eucalyptus rodwayi R.T.Baker & H.G.Sm.
- Eucalyptus rosacea L.A.S.Johnson & K.D.Hill
- Eucalyptus rossii R.T.Baker & H.G.Sm.
- Eucalyptus rowleyi D.Nicolle & M.E.French
- Eucalyptus roycei S.G.M.Carr, D.J.Carr & A.S.George
- Eucalyptus rubida H.Deane & Maiden
  - Eucalyptus rubida subsp. barbigerorum L.A.S.Johnson & K.D.Hill
  - Eucalyptus rubida subsp. rubida H.Deane & Maiden
- Eucalyptus rubiginosa Brooker
- Eucalyptus rudderi Maiden
- Eucalyptus rudis Endl.
  - Eucalyptus rudis subsp. cratyantha Brooker & Hopper
  - Eucalyptus rudis subsp. rudis Endl.
- Eucalyptus rugosa R.Br. ex Blakely
- Eucalyptus rugulata D.Nicolle
- Eucalyptus rummeryi Maiden
- Eucalyptus rupestris Brooker & Done

## S
- Eucalyptus sabulosa Rule
- Eucalyptus salicola Brooker
- Eucalyptus saligna Sm.
- Eucalyptus salmonophloia F.Muell.
- Eucalyptus salubris F.Muell.
- Eucalyptus sargentii Maiden
  - Eucalyptus sargentii subsp. onesia D.Nicolle
  - Eucalyptus sargentii subsp. sargentii
- Eucalyptus saxatilis J.B.Kirkp. & Brooker
- Eucalyptus scias L.A.S.Johnson & K.D.Hill
  - Eucalyptus scias subsp. apoda L.A.S.Johnson & K.D.Hill
  - Eucalyptus scias subsp. scias
- Eucalyptus scoparia Maiden
- Eucalyptus scopulorum K.D.Hill
- Eucalyptus scyphocalyx (Benth.) Maiden & Blakely in J.H.Maiden
  - Eucalyptus scyphocalyx subsp. scyphocalyx
  - Eucalyptus scyphocalyx subsp. triadica L.A.S.Johnson & K.D.Hill
- Eucalyptus seeana Maiden
- Eucalyptus semiglobosa (Brooker) L.A.S.Johnson & K.D.Hill
- Eucalyptus semota Macph. & Grayling
- Eucalyptus sepulcralis F.Muell.
- Eucalyptus serraensis Ladiges & Whiffin
- Eucalyptus sessilis (Maiden) Blakely
- Eucalyptus sheathiana Maiden
- Eucalyptus shirleyi Maiden
- Eucalyptus sicilifolia L.A.S.Johnson & K.D.Hill
- Eucalyptus siderophloia Benth.
- Eucalyptus sideroxylon A.Cunn. ex Woolls
  - Eucalyptus sideroxylon subsp. improcera A.R.Bean
  - Eucalyptus sideroxylon subsp. sideroxylon
- Eucalyptus sieberi L.A.S.Johnson
- Eucalyptus silvestris Rule
- Eucalyptus similis Maiden
- Eucalyptus singularis L.A.S.Johnson & Blaxell
- Eucalyptus sinuosa D.Nicolle, M.E.French & McQuoid
- Eucalyptus smithii F.Muell. ex R.T.Baker
- Eucalyptus socialis F.Muell. ex Miq.
  - Eucalyptus socialis subsp. eucentrica (L.A.S.Johnson & K.D.Hill) D.Nicolle
  - Eucalyptus socialis subsp. socialis F.Muell. ex Miq.
  - Eucalyptus socialis subsp. victoriensis D.Nicolle
  - Eucalyptus socialis subsp. viridans D.Nicolle
- Eucalyptus sparsa Boomsma
- Eucalyptus sparsifolia Blakely
- Eucalyptus spathulata Hook.
  - Eucalyptus spathulata subsp. salina D.Nicolle & Brooker
  - Eucalyptus spathulata subsp. spathulata
- Eucalyptus sphaerocarpa L.A.S.Johnson & Blaxell
- Eucalyptus splendens Rule
- Eucalyptus sporadica Brooker & Hopper
- Eucalyptus spreta L.A.S.Johnson & K.D.Hill
- Eucalyptus squamosa H.Deane & Maiden
- Eucalyptus staeri (Maiden) Maiden ex Kessell & C.A.Gardner
- Eucalyptus staigeriana F.Muell. ex F.M.Bailey
- Eucalyptus steedmanii C.A.Gardner
- Eucalyptus stellulata Sieber ex DC.
- Eucalyptus stenostoma L.A.S.Johnson & Blaxell
- Eucalyptus × stoataptera E.M.Benn.
- Eucalyptus stoatei C.A.Gardner
- Eucalyptus stowardii Maiden
- Eucalyptus striaticalyx W.Fitzg.
  - Eucalyptus striaticalyx subsp. delicata D.Nicolle & P.J.Lang
  - Eucalyptus striaticalyx subsp. striaticalyx W.Fitzg.
- Eucalyptus stricklandii Maiden
- Eucalyptus stricta Sieber ex Spreng.
- Eucalyptus strzeleckii Rule
- Eucalyptus sturgissiana L.A.S.Johnson & Blaxell
- Eucalyptus subangusta (Blakely) Brooker & Hopper
  - Eucalyptus subangusta subsp. cerina Brooker & Hopper
  - Eucalyptus subangusta subsp. pusilla Brooker & Hopper
  - Eucalyptus subangusta subsp. subangusta
  - Eucalyptus subangusta subsp. virescens Brooker & Hopper
- Eucalyptus subcrenulata Maiden & Blakely in J.H.Maiden
- Eucalyptus suberea Brooker & Hopper
- Eucalyptus subtilis Brooker & Hopper
- Eucalyptus suffulgens L.A.S.Johnson & K.D.Hill
- Eucalyptus suggrandis L.A.S.Johnson & K.D.Hill
  - Eucalyptus suggrandis subsp. promiscua D.Nicolle & Brooker
  - Eucalyptus suggrandis subsp. suggrandis
- Eucalyptus surgens Brooker & Hopper
- Eucalyptus sweedmaniana Hopper & McQuoid
- Eucalyptus synandra Crisp

## T
- Eucalyptus talyuberlup D.J.Carr & S.G.M.Carr
- Eucalyptus tardecidens (L.A.S.Johnson & K.D.Hill) A.R.Bean
- Eucalyptus taurina A.R.Bean & Brooker
- Eucalyptus tectifica F.Muell.
- Eucalyptus tenella L.A.S.Johnson & K.D.Hill
- Eucalyptus tenera L.A.S.Johnson & K.D.Hill
- Eucalyptus tenuipes (Maiden & Blakely) Blakely & C.T.White
- Eucalyptus tenuiramis Miq.
- Eucalyptus tenuis Brooker & Hopper
- Eucalyptus tephroclada L.A.S.Johnson & K.D.Hill
- Eucalyptus tephrodes L.A.S.Johnson & K.D.Hill
- Eucalyptus terebra L.A.S.Johnson & K.D.Hill
- Eucalyptus tereticornis Sm.
  - Eucalyptus tereticornis subsp. basaltica A.R.Bean
  - Eucalyptus tereticornis subsp. mediana Brooker & Slee
  - Eucalyptus tereticornis subsp. rotunda A.R.Bean
  - Eucalyptus tereticornis subsp. tereticornis Sm.
- Eucalyptus terrica A.R.Bean
- Eucalyptus tetrapleura L.A.S.Johnson
- Eucalyptus tetraptera Turcz.
- Eucalyptus tetrodonta F.Muell.
- Eucalyptus thamnoides Brooker & Hopper
  - Eucalyptus thamnoides subsp. megista Brooker & Hopper
  - Eucalyptus thamnoides subsp. thamnoides
- Eucalyptus tholiformis A.R.Bean & Brooker
- Eucalyptus thozetiana F.Muell. ex R.T.Baker
- Eucalyptus tindaliae Blakely in J.H.Maiden
- Eucalyptus tintinnans (Blakely & Jacobs) L.A.S.Johnson & K.D.Hill
- Eucalyptus todtiana F.Muell.
- Eucalyptus × tokwa D.J.Carr & S.G.M.Carr
- Eucalyptus torquata Luehm.
- Eucalyptus tortilis L.A.S.Johnson & K.D.Hill
- Eucalyptus transcontinentalis Maiden
- Eucalyptus tricarpa (L.A.S.Johnson) L.A.S.Johnson & K.D.Hill
  - Eucalyptus tricarpa subsp. decora Rule
  - Eucalyptus tricarpa subsp. tricarpa (L.A.S.Johnson) L.A.S.Johnson & K.D.Hill
- Eucalyptus triflora (Maiden) Blakely
- Eucalyptus trivalva Blakely
- Eucalyptus tumida Brooker & Hopper

## U
- Eucalyptus ultima L.A.S.Johnson & K.D.Hill
- Eucalyptus umbra F.Muell. ex R.T.Baker
- Eucalyptus umbrawarrensis Maiden
- Eucalyptus uncinata Turcz.
- Eucalyptus urna D.Nicolle
- Eucalyptus urnigera Hook.f.
- Eucalyptus × urnularis D.J.Carr & S.G.M.Carr
- Eucalyptus urophylla S.T.Blake[3]
- Eucalyptus utilis Brooker & Hopper

## V
- Eucalyptus valens L.A.S.Johnson & K.D.Hill
- Eucalyptus varia Brooker & Hopper
  - Eucalyptus varia subsp. salsuginosa Brooker & Hopper
  - Eucalyptus varia subsp. varia Brooker & Hopper
- Eucalyptus vegrandis L.A.S.Johnson & K.D.Hill
  - Eucalyptus vegrandis subsp. recondita D.Nicolle & Brooker
  - Eucalyptus vegrandis subsp. vegrandis L.A.S.Johnson & K.D.Hill
- Eucalyptus vernicosa Hook.f.
- Eucalyptus verrucata Ladiges & Whiffin
- Eucalyptus vesiculosa Brooker & Hopper
- Eucalyptus vicina L.A.S.Johnson & K.D.Hill
- Eucalyptus victoriana Ladiges & Whiffin
- Eucalyptus victrix L.A.S.Johnson & K.D.Hill
- Eucalyptus viminalis Labill.
  - Eucalyptus viminalis subsp. cygnetensis Boomsma
  - Eucalyptus viminalis subsp. hentyensis Brooker & Slee
  - Eucalyptus viminalis subsp. pryoriana (L.A.S.Johnson) Brooker & Slee
  - Eucalyptus viminalis subsp. siliceana Rule
  - Eucalyptus viminalis subsp. viminalis Labill.
- Eucalyptus virens Brooker & A.R.Bean
- Eucalyptus virginea Hopper & Ward.-Johnson
- Eucalyptus viridis R.T.Baker
- Eucalyptus vittata D.Nicolle
- Eucalyptus vokesensis D.Nicolle & L.A.S.Johnson & K.D.Hill
- Eucalyptus volcanica L.A.S.Johnson & K.D.Hill

## W
- Eucalyptus walshii Rule
- Eucalyptus wandoo Blakely
  - Eucalyptus wandoo subsp. pulverea Brooker & Hopper
  - Eucalyptus wandoo subsp. wandoo Blakely
- Eucalyptus websteriana Maiden
  - Eucalyptus websteriana subsp. norsemanica L.A.S.Johnson & K.D.Hill
  - Eucalyptus websteriana subsp. websteriana Maiden
- Eucalyptus wetarensis L.D.Pryor[4]
- Eucalyptus whitei Maiden & Blakely
- Eucalyptus wilcoxii Boland & Kleinig
- Eucalyptus williamsiana L.A.S.Johnson & K.D.Hill
- Eucalyptus willisii Ladiges, Humphries & Brooker
- Eucalyptus wimmerensis Rule
- Eucalyptus woodwardii Maiden
- Eucalyptus woollsiana F.Muell. ex R.T.Baker
- Eucalyptus wubinensis L.A.S.Johnson & K.D.Hill
- Eucalyptus wyolensis Boomsma

## X
- Eucalyptus xanthonema Turcz.
  - Eucalyptus xanthonema subsp. apposita Brooker & Hopper
  - Eucalyptus xanthonema subsp. xanthonema Turcz.
- Eucalyptus xerothermica L.A.S.Johnson & K.D.Hill

## Y
- Eucalyptus yalatensis Boomsma
- Eucalyptus yarraensis Maiden & Cambage in J.H.Maiden
- Eucalyptus yarriambiack Rule
- Eucalyptus yilgarnensis (Maiden) Brooker
- Eucalyptus youmanii Blakely & McKie
  - Eucalyptus youmanii var. sphaerocarpa Blakely & McKie
- Eucalyptus youngiana F.Muell.
- Eucalyptus yumbarrana Boomsma

## Z
- Eucalyptus zopherophloia Brooker & Hopper